# Концерт за пиано № 1 (Дмитрий Шостакович)
Концерт за пиано № 1 в до минор (опус 35) е концерт за пиано на руския композитор Дмитрий Шостакович от 1933 година.
Концертът е предназначен за необичайно съчетание от пиано, солов тромпет и струнен оркестър и е вдъхновен от „Камерна музика № 2“ на Паул Хиндемит. Изпълнен е за пръв път пред публика на 15 октомври 1933 година в Ленинград в изпълнение на Шостакович, тромпетиста Александър Шмид и оркестъра на Ленинградската филхармония под диригентството на Фриц Щидри.